# SFLASH
SFLASH — асимметричный алгоритм цифровой подписи рекомендованный проектом NESSIE European в 2003 году. SFLASH основан на Matsumoto-Imai(MI) схеме, так же называемой C*. Алгоритм принадлежит к семейству многомерных схем с открытым ключом, то есть каждая подпись и каждый хеш сообщения представлен элементами конечного поля K. SFLASH был разработан для очень специфичных приложений, где затраты на классические алгоритмы (RSA, Elliptic Curves, DSA и другие) становятся чрезвычайно высокими: они очень медленные и имеют большой размер подписи. Таким образом SFLASH был создан, чтобы удовлетворять потребностям дешевых смарт-карт.
SFLASH гораздо быстрее и проще, чем RSA, как и в создании, так и в проверке (верификации) подписи.

## Введение
Во всей статье будут использоваться следующие обозначения:
1. {\displaystyle \|} — определяет оператор конкатенации.
2. {\displaystyle [\lambda ]_{r\rightarrow s}} — оператор, который определяется следующим образом: {\displaystyle [\lambda ]_{r\rightarrow s}=(\lambda _{r},\lambda _{r+1},...,\lambda _{s-1},\lambda _{s})}, где {\displaystyle \lambda =(\lambda _{1},...,\lambda _{m})}, а целые числа r и s должны удовлетворять: {\displaystyle 0\leq r\leq s\leq m}.

### Параметры алгоритма
Алгоритм SFLASH использует два определенных поля:
1. {\displaystyle K=F_{128}} определяется как {\displaystyle K=F_{2}[X]/(X^{7}+X+1)}. Определим {\displaystyle \pi } как биекцию между {\displaystyle \{0,1\}^{7}} и K как: {\displaystyle \forall b=(b_{0},...,b_{6})\in \{0,1\}^{7},\pi (b)=(b_{6}X^{6}+...+b_{1}X+b_{0})\mod X^{7}+X+1}
2. {\displaystyle \Phi =K[X]/(x^{67}+X^{5}+X^{2}+X+1)}. Определим {\displaystyle \varphi } как биекцию между {\displaystyle K^{67}} и {\displaystyle \Phi } как: {\displaystyle \forall \omega =(\omega _{0},...,\omega _{66})\in K^{67},\varphi (\omega )=(\omega _{66}X^{66}+...+\omega _{1}X+\omega _{0})\mod X^{67}+X^{5}+X^{2}+X+1}
3. {\displaystyle \Delta } — 80 битная скрытая строка.

Так же алгоритм SFLASH использует две афинные биекции s и t из {\displaystyle K^{67}} в {\displaystyle K^{67}}. Каждое из которых составляет скрытые линейные {\displaystyle S_{L},T_{L}} (матрицы 67*67) и постоянные {\displaystyle S_{C},T_{C}}(столбец 67*1) соответственно.

### Открытые параметры
Открытый ключ заключается в функции G из {\displaystyle K^{67}} в {\displaystyle K^{56}} определенную как: {\displaystyle G(X)=[t(\varphi ^{-1}(F(\varphi (s(X)))))]_{0\rightarrow 391}}
F — это функция из {\displaystyle \Phi } в {\displaystyle \Phi } определенная как {\displaystyle \forall A\in \Phi ,F(A)=A^{128^{33}+1}}

## Формирование ключа
Обозначим next_7bit_random_string строку из 7 бит, которая формируется путём вызова CSPRBG(Cryptographically Secure PseudoRandom Bit Generator) 7 раз. Сначала мы получаем первый бит строки, потом второй и так до седьмого.
1)Генерируем {\displaystyle S_{L}}Для генерации инвертированной 67x67 матрицы {\displaystyle S_{L}} могут быть использованы два метода:
- Будем заполнять матрицу по одному элементу до тех пор, пока не заполним всю матрицу:

```
for i=0 to 66 
    for j=0 to 66 
        S_L[i,j]=pi(next_7bit_random_string)
```

- Используем LU-разложение, где {\displaystyle L_{S}} — нижняя треугольная матрица 67x67, а {\displaystyle U_{S}} — верхняя треугольная матрица 67x67. После нахождения матриц {\displaystyle L_{S}} и {\displaystyle U_{S}}, определяем {\displaystyle S_{L}=L_{S}\times U_{S}.} :

```
for i=0 to 66
    for j=0 to 66
    {
        if (i<j) then
                 {U_S[i,j]=pi(next_7bit_random_string); L_S[i,j]=0;};
        if (i>j) then
                 {L_S[i,j]=pi(next_7bit_random_string); U_S[i,j]=0;};
        if (i=j) then
                 {repeat (z=next_7bit_random_string)
                         until z!=(0,0,0,0,0,0,0);
                 U_S[i,j]=pi(z);
                 L_S[i,j]=1;};
    };
```

2)Генерируем {\displaystyle S_{C}}Используем CSPRBG для нахождения новых 67 элементов K(от верхней к нижней части столбца матрицы). Каждый элемент K находится с помощью функции:
{\displaystyle \pi }(next_7bit_random_string)
3)Генерируем {\displaystyle T_{L}}Аналогично как и матрицу {\displaystyle S_{L}}.
4)Генерируем {\displaystyle T_{C}}Аналогично как и столбец {\displaystyle S_{C}}.
5)Генерируем {\displaystyle \Delta }С помощью CSPRBG(Cryptographically Secure PseudoRandom Bit Generator) генерируем 80 случайных бит.

## Создание подписи
Пусть M — это наше сообщение, для которого мы хотим найти подпись S. Создание подписи S имеет следующий алгоритм:
1) Пусть {\displaystyle M_{0},M_{1},M_{2},M_{3}} — это строки определяющиеся с помощью алгоритма криптографического хеширования SHA-1:
{\displaystyle M_{0}=SHA-1(M)},
{\displaystyle M_{1}=SHA-1(M_{0}\|0x00)},
{\displaystyle M_{2}=SHA-1(M_{0}\|0x01)},
{\displaystyle M_{3}=SHA-1(M_{0}\|0x02)},
2) Найдем V — 392 битную строку как:
{\displaystyle V=[M_{1}]_{0\rightarrow 159}\|[M_{2}]_{0\rightarrow 159}\|[M_{3}]_{0\rightarrow 71}}
3) Найдем W — 77 битную строку как:
{\displaystyle W=[SHA-1(V\|\Delta )]_{0\rightarrow 76}}
4) Найдем Y — строку из 56 элементов K как:
{\displaystyle Y=(\pi ([V]_{0\rightarrow 6}),\pi ([V]_{7\rightarrow 13}),...,\pi ([V]_{385\rightarrow 391}))}
5) Найдем R — строку из 11 элементов K как:
{\displaystyle R=(\pi ([W]_{0\rightarrow 6}),\pi ([W]_{7\rightarrow 13}),...,\pi ([W]_{70\rightarrow 76}))}
6) Найдем B — элемент {\displaystyle \Phi } как:
{\displaystyle B=\varphi (t^{-1}(Y\|R))}
7) Найдем A — элемент {\displaystyle \Phi } как:
{\displaystyle A=F^{-1}(B)}, где F — функция из {\displaystyle \Phi } в {\displaystyle \Phi } определенная как: {\displaystyle \forall A\in \Phi ,F(A)=A^{128^{33}+1}}
8) Найдем {\displaystyle X=(X_{0},...,X_{66})} — строка 67 элементов K:
{\displaystyle X=(X_{0},...,X_{66})=s^{-1}(\varphi ^{-1}(A))}
9) Подпись S — 469 битная строка полученная как:
{\displaystyle S=\pi ^{-1}(X_{0})\|...\|\pi ^{-1}(X_{66})}

## Проверка (верификация) подписи
Даны сообщение M (строка бит) и подпись S (256-битовая строка). Следующий алгоритм используется для определения валидности подписи S сообщения M:
1) Пусть {\displaystyle M_{0},M_{1},M_{2},M_{3}} — это строки определяющиеся с помощью алгоритма криптографического хеширования SHA-1:
{\displaystyle M_{0}=SHA-1(M)},
{\displaystyle M_{1}=SHA-1(M_{0}\|0x00)},
{\displaystyle M_{2}=SHA-1(M_{0}\|0x01)},
{\displaystyle M_{3}=SHA-1(M_{0}\|0x02)},
2) Найдем V — 392 битную строку как:
{\displaystyle V=[M_{1}]_{0\rightarrow 159}\|[M_{2}]_{0\rightarrow 159}\|[M_{3}]_{0\rightarrow 71}}
3) Найдем Y — строку из 56 элементов K как:
{\displaystyle Y=(\pi ([V]_{0\rightarrow 6}),\pi ([V]_{7\rightarrow 13}),...,\pi ([V]_{385\rightarrow 391}))}
4) Найдем Y' — строку из 56 элементов K как:
{\displaystyle Y'=G(\pi ([S]_{0\rightarrow 6}),\pi ([S]_{7\rightarrow 13}),...,\pi ([S]_{385\rightarrow 391}))}
5) Сравниваем получившиеся строки Y и Y'. Если они равны, то подпись принимается, в противном случае — отклоняется.